# Alfred Richter (Komponist)
Ernst Friedrich Alfred Richter (* 1. April 1846 in Leipzig; † 1. März 1919 in Berlin) war ein deutscher Pianist, Komponist, Dirigent und Musikschriftsteller.

## Leben

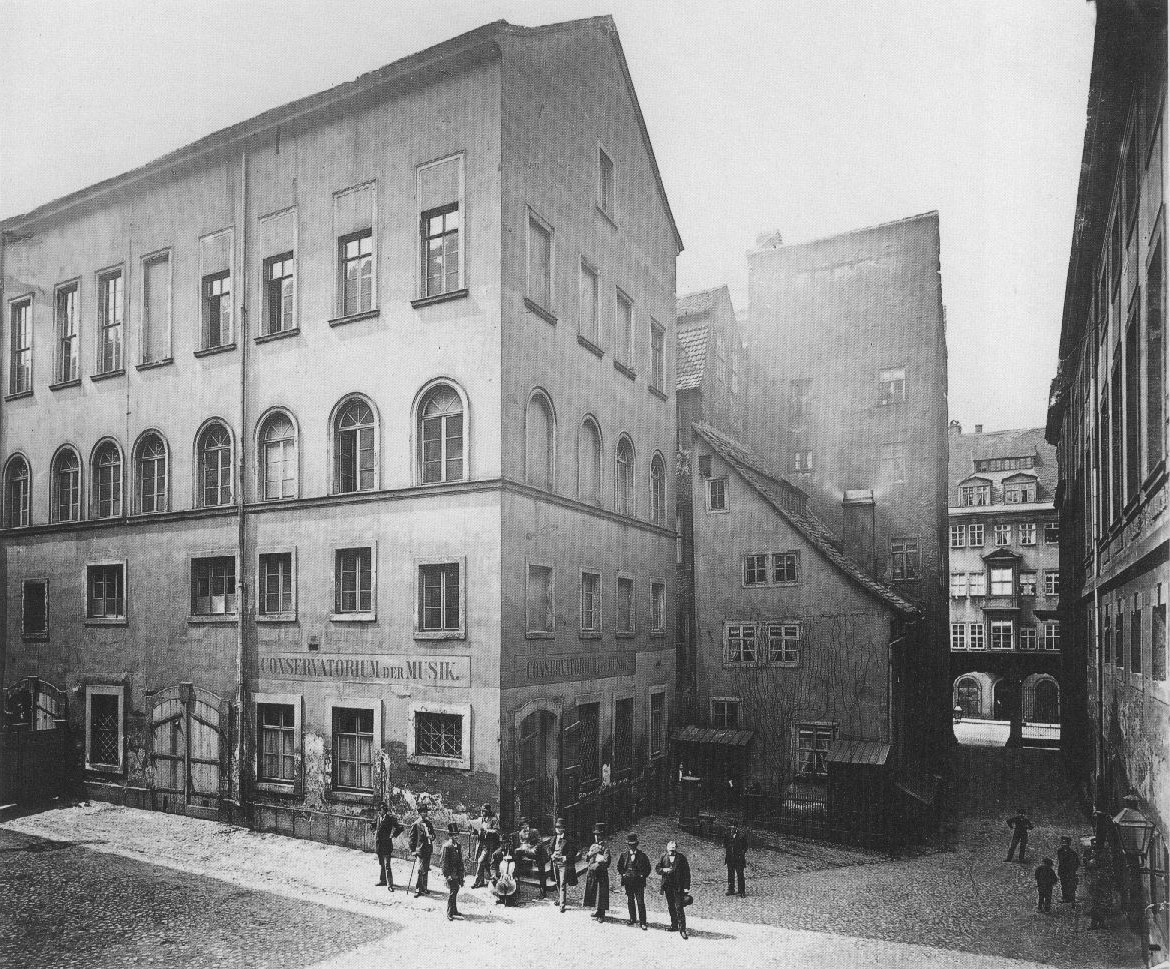
Das Konservatorium am Neumarkt im Hof des Gewandhauses im Jahre 1882

Alfred Richter wurde als Sohn des Thomaskantors, Lehrers des Leipziger Konservatoriums und Universitäts-Musikdirektors Ernst Friedrich Richter (1808–1879) in Leipzig geboren. Er hatte mehrere Schwestern, die ebenfalls musikalisch ausgebildet wurden. Sein Bruder Bernhard Friedrich (1850–1931) wurde Organist und Gesangslehrer an der Thomasschule. 
Ersten Klavierunterricht erhielt Alfred Richter von seinem Vater sowie von Christian Fink und Robert Höpner. An der Thomasschule erhielt er Gesangsunterricht bei Karl Zöllner und Richard Müller.

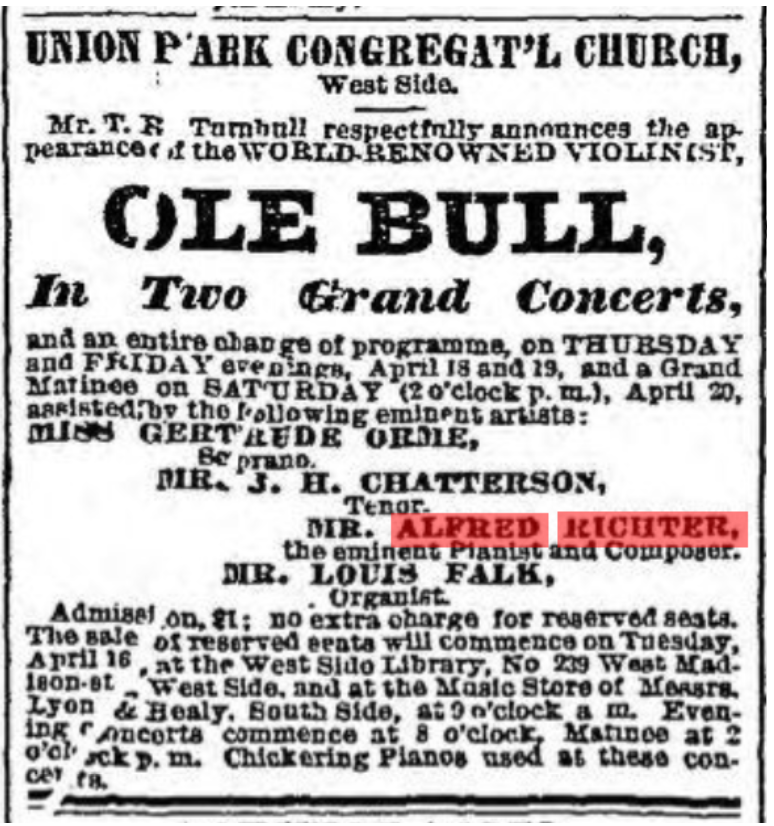
Konzertanzeige für Two Grand Concerts von Ole Bull zusammen mit Alfred Richter, in: The Chicago Tribune vom 16. April 1872, S. 5 (Digitalisat).

Von 1866 bis 1869 war er Schüler des Leipziger Konservatoriums in den Fächern Klavier, Orgelspiel, Ensemblespiel und Theorie/Komposition. Seine Lehrer waren u. a. Carl Reinecke, Ferdinand David und Ernst Ferdinand Wenzel. In Zeitungsberichten über die Prüfungen und Abendunterhaltungen des Konservatoriums ist über Alfred Richters Teilnahme zu lesen.
Nach seinem Studium unternahm Richter Konzertreisen, so im Winter 1869/70 nach Schottland, im Juli 1870 bis mind. November 1870 nach Chicago und Anfang 1871 bis April 1872 war er in New York. Er trat 1871 und 1872 in mehreren Konzerten des Violinisten Ole Bull auf, so in Chicago (Illinois) sowie in Michigan und kleineren Städten an der Ostküste.
Von Oktober 1872 bis April 1873 war Richter Lehrer am von Julius Stern gegründeten Stern’schen Konservatorium in Berlin und gab auch Konzerte in Berlin. Er wechselte 1873 wieder nach Leipzig und unterrichtete am dortigen Konservatorium bis 1879 Musiktheorie und Klavier; formal gehörte er dem Konservatorium bis 1884 an. 1876 bis 1879 wirkte zudem er als Dirigent an der Leipziger Singakademie, die schon sein Vater von 1843 bis 1847 geleitet hatte, und konnte den Chor vergrößern sowie das Repertoire der aufgeführten Werke.
1884 hielt sich Richter in Kopenhagen und (bis etwa 1896) in London auf, wo er Lehrer an der Guildhall School of Music wurde. 1896 war Richter in Dresden und ab 1897 bis 1903 wieder in Leipzig, hier leitete er den Akademischen Gesangverein „Arion“.
Etwa ab 1918 lebte Richter in Berlin, wo er nach einem Unfall mit einer motorbetriebenen Droschke am 1. März 1919 verstarb. Seine Kompositionen fanden von seinen Zeitgenossen nur wenig Anerkennung, jedoch wurden seine musikpädagogischen Schriften geschätzt und vielfach aufgelegt, die Bearbeitung der Harmonielehre seines Vaters ist bis heute in Gebrauch.

## Schriften (Auswahl)
- Die Elementarkenntnisse der Musik. Einleitung z. Harmonielehre m. prakt. Übungen verbunden von / bearb. von Alfred Richter. Breitkopf & Härtel, Leipzig 1895.
- Die Lehre von der thematischen Arbeit. Leipzig 1896.
- Das Klavierspiel: Für Musikstudierende von Alfred Richter. Breitkopf & Härtel, Leipzig 1898.
- Aufgabenbuch zu E. Friedr. Richters Harmonielehre, bearb. von Alfred Richter. Breitkopf & Härtel, Leipzig 1900 (Digitalisat der 60. Aufl.), 1879 erstmals erschienen [Manual of Harmony. A Practical Guide To Its Study, 1882][12]
- Die Lehre von der Form in der Musik. Leipzig 1904.

## Kompositionen (Auswahl)
- Op. 3. Perpetuum mobile f. die linke Hand f. Pfte. Siegel, Leipzig
- Op. 6. Sechs Lieder f. gem. Chor. Fritzsch, Leipzig
- Op. 10. Wiegenlied (Berceuse) (H) f. Pfte. Forberg, Leipzig
- Op. 11. Acht Volkslieder f. vier Männerst. Part. u. St. Forberg, Leipzig
- Op. 12. Fünf Lieder f. 1 Singst. m. Pfte. Forberg, Leipzig
- Op. 13. 3 Concert-Etuden f. Pfte. Schuberth, Leipzig[13]